# Wretch
Wretch ist das Debütalbum der kalifornischen Stoner-Rock-Band Kyuss. Es erschien 1991 unter dem Label Dali Records.

## Geschichte
Die Stücke des Albums wurden in der Garage von Brant Bjork vornehmlich in Jam-Sessions erarbeitet, gingen jedoch auf Ideen von Bjork zurück. Dieser hatte indes auch den Namen erdacht und die Rolle des Bandsprechers übernommen. Seine Rolle festigte sich, da Bjork den Proberaum stellte, was das soziale Gefüge der Gruppe beeinflusste. Da es als Herausforderung galt, einen Platz zum Üben in Palm Springs zu finden, gewann Bjork über den Raum in der Band große Autorität. Während Josh Homme sich an Masters of Reality orientierte, trug Bjork zur Originalität der Gruppe bei. Das Album galt dabei als rohe Blaupause für spätere Veröffentlichungen deren Qualität unter dem Erfolg des nachkommenden Blues for the Red Sun zunehmend in Vergessenheit geriet. Zum 25. Jubiläum der Veröffentlichung wurde das Album jedoch als Startpunkt der Karriere von Kyuss gerühmt. Es sei „das erste Mal“ gewesen, „dass der Welt der gigantische Klang [des Stoner Rock], der zuvor einer Handvoll bekiffter und gelangweilter Teenager vorbehalten war“ zu Gehör kam.

## Stil
Die Musik auf Wretch sei eine „deutlich rohere Version“ der späteren Kyuss. Dabei setzte sich die Musik zusammen aus Elementen des Blues- und Psychedelic-Rock sowie des Doom Metal, der auf dem Debüt noch prominenter erschien, zusammen.

„Der Anfang von „Black Widow“, bei dem übrigens noch Oliveris Vorgänger Chris Cockrell den Tieftoner bediente, erinnert an spätere KYUSS, wirkt aber im direkten Vergleich noch deutlich rauer, wie überhaupt das gesamte Album roher und ungeschliffener ist.“

## Titelliste
1. [Beginning of What’s About to Happen] HWY 74 (Homme) – 3:10
2. Love Has Passed Me By (Bjork) – 3:10
3. Son of a Bitch (Oliveri, Homme, Garcia) – 6:00
4. Black Widow – (Homme) 2:40
5. Katzenjammer (Homme, Chris Cockrell) – 2:20
6. Deadly Kiss – (Homme) 5:02
7. The Law (Oliveri, Homme) – 7:50
8. Isolation (Homme) – 2:45
9. I’m Not (Homme, Garcia) – 4:30
10. Big Bikes (Bjork) – 5:04
11. Stage III (Bjork) – 4:05